# Freilichtbühne Schwerin

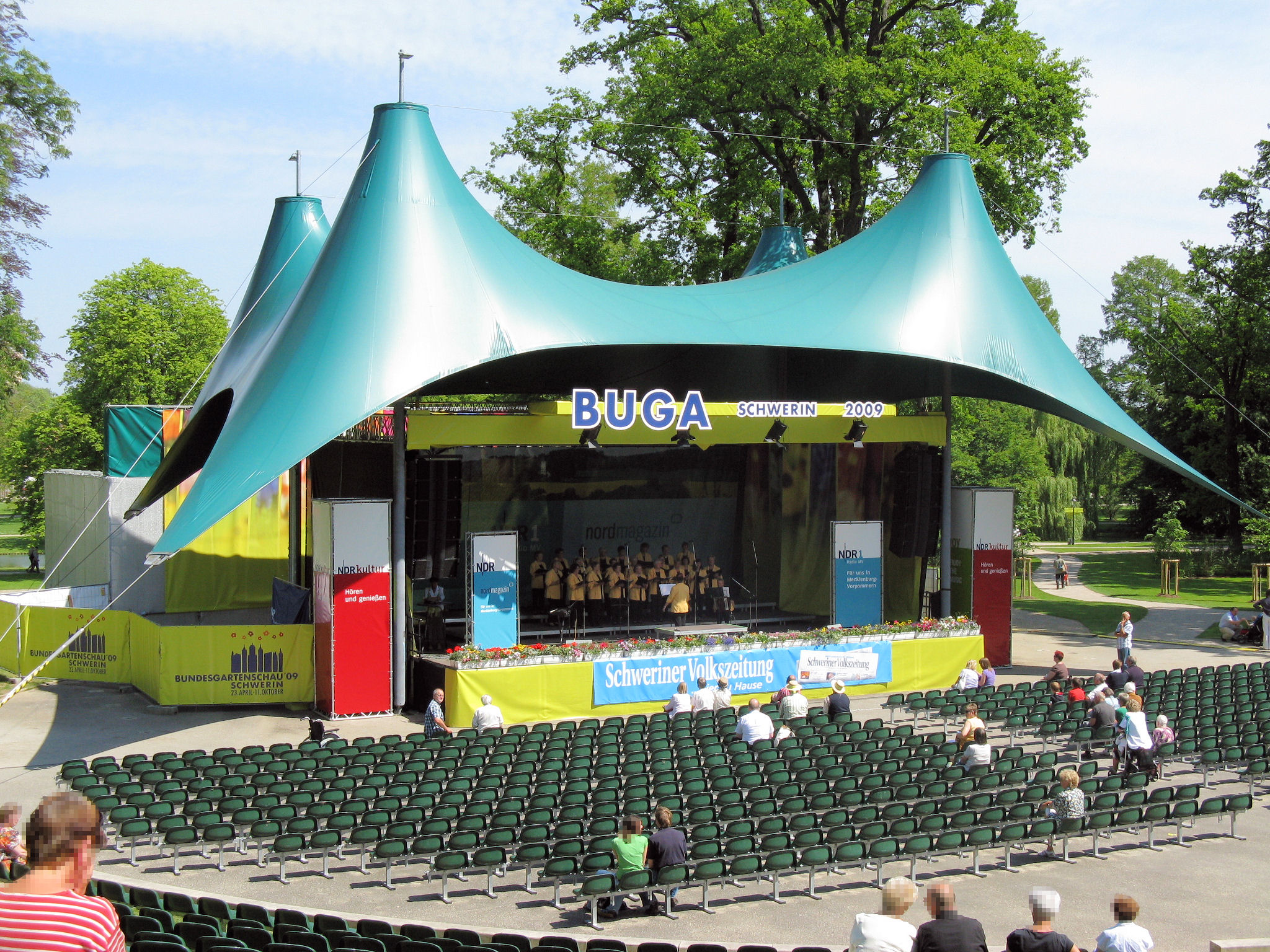
Freilichtbühne Schwerin während der BUGA 2009

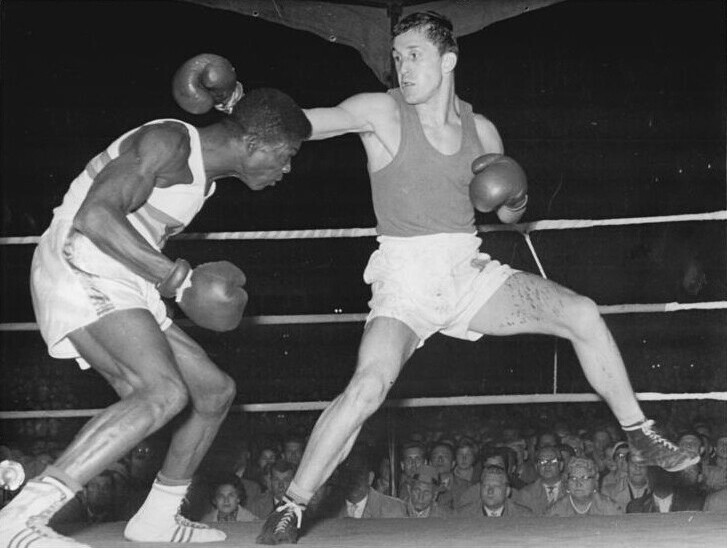
Boxkampf auf der Freilichtbühne (1962)

Die Freilichtbühne Schwerin ist eine im Schlossgarten in Schwerin gelegene Freilichtbühne. Sie wurde in den Jahren 1954 und 1955 im Rahmen des Nationalen Aufbauwerks erbaut und bot ursprünglich Platz für rund 10.000 Besucher. Unter anderem fanden dort Boxveranstaltungen und Freiluftfilmaufführungen statt. Die Bühne musste nach einer umfassenden Renovierung 1993 nur acht Jahre später wegen der Klage eines Anwohners geschlossen werden.
Mit einer reduzierten Kapazität von ca. 2.600 Sitz- bzw. 4.999 Stehplätzen konnte die Bühne 2003 wieder eröffnet werden. Seither wird sie vor allem für Konzerte und andere größere Veranstaltungen genutzt. Im Rahmen der Bundesgartenschau 2009 fanden auf der Bühne nahezu täglich Veranstaltungen statt. Unter anderem nutzte auch das Mecklenburgische Staatstheater Schwerin die Bühne als Spielstätte, inzwischen weicht man mehr auf die nahe gelegene Schwimmende Wiese aus.